# KTM RC8 1190
La KTM RC8 1190 es una motocicleta deportiva de alta cilindrada, producida por el fabricante austríaco KTM. Por sus altas prestaciones y costo, es considerada como una motocicleta exclusiva.

## Características

### Motor
Las primeras unidades equipan motor bicilindrico en ¨V¨  a 75 grados, con una cilindrada de 1148 cc y una relación de compresión de 12,5:1.
Genera 113.8 kW(154,8 CV aprox. o 152,6 HP) de potencia máxima a 10000 RPM con un torque de 120 Nm a 8000 RPM. 
Las siguientes unidades pasaron a equipar el motor 1190 de 1195 cc con una compresión de 13,5:1. De este motor, los modelos fabricados entre 2009 a 2010 tienen las siguientes variantes:
A1 :  72 kW (96,55 CV)
A2 : 113 kW (151,54 CV)
B1 :  74 kW (99,24 CV)
B2 : 121 kW (162,26 CV)
Algunos países limitan la potencia máxima de las motocicletas, por ello las variantes A1 y B1. En España encontraremos las variantes A2 (denominación comercial RC8) y la B2 (denominación comercial RC8R). Además, existen modelos especiales como la Red Bull Replica que ofrecen una potencia superior con variaciones en el escape y centralita electrónica.
A partir de las unidades fabricadas en 2011, en España, todas son variante B3, con 129 kW y 173 CV (175 CV según fichas técnicas de publicaciones del sector). Estos modelos incorporan doble bujía por cilindro para mejorar las prestaciones y una amortiguación más versátil para carretera, aunque muy efectiva en circuito. Esta variante, B3, ya puede funcionar con gasolina de 95 octanos, la centralita regula el avance del encendido cuando detecta este tipo de carburante. Los modelos anteriores deben usar gasolina de 98 octanos como mínimo.

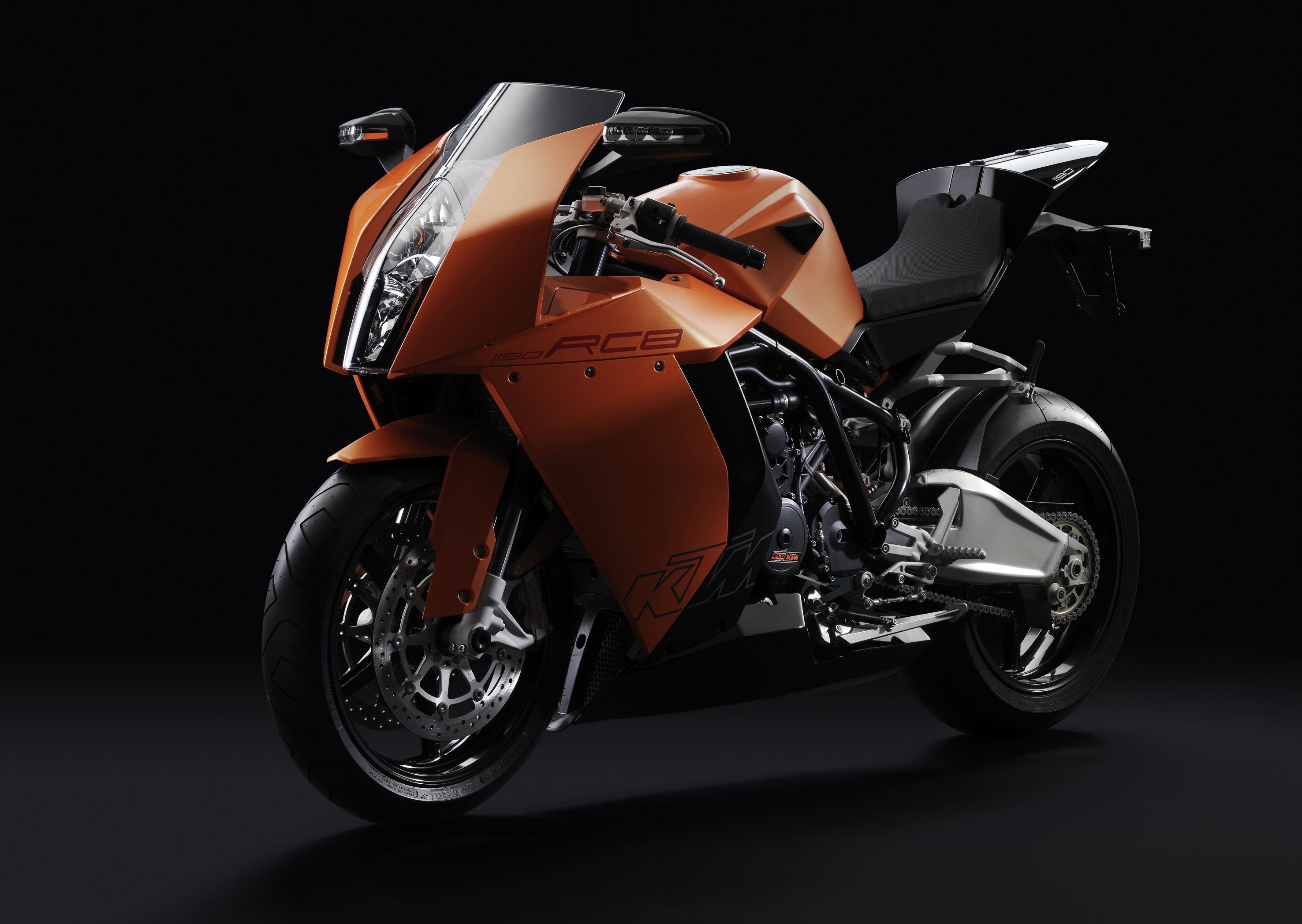
KTM 1190 RC8

### Otras características
- La motocicleta está homologada para circular por carretera.
- El peso de la motocicleta en seco es de 188 kg.
- La caja de cambios manual es de 6 velocidades.
- El cuerpo de aceleración es de marca Keihin, de inyección electrónica, con sonda Lambda y estárter automático.
- La transmisión se realiza por cadena.
- El chasís es multitubular, fabricado en cromo-molibdeno.[1]
- La suspensión delantera es una horquilla invertida WP de 43 mm, y la trasera es de tipo WP Monoshock. Ambas regulables en precarga, extensión y compresión. La trasera es regulable en compresión a alta y baja velocidad.
- Los frenos son de marca Brembo, de doble disco de 320 mm adelante, con pinzas de 4 pistones y anclaje radial. Atrás, son de disco sencillo de 220 mm, con pinza fija de 2 pistones.
- Los neumáticos son de diferente talla: 120/70 R17 adelante, y 190/55 R17 atrás.
- El sistema de lubricacion es de cárter seco con depósito integrado.
- Las llantas de aleación son de diferente talla: 3,5x17 pulgadas adelante, y 6x17 pulgadas atrás.
- El depósito de gasolina es de 16,5 litros.[2]
- Permite regular en altura el eje trasero mediante una excéntrica de 5 posiciones situada en las bieletas del amortiguador trasero y de muy fácil acceso, ya que está situada por encima del basculante. El margen que permite es de 1,2cm.
- El sub-chasis trasero también es regulable en altura (2 posiciones), de esta forma se puede adoptar una posición más al ataque o más relajada.
- Las estriberas y los semi-manillares son regulables en altura (2 posiciones).

### Precio y adquisición
El precio de la RC8 1190 es de aproximadamente 60.000.000 COP o 30.000 USD, y está disponible en colores naranja, blanco, y negro. El vehículo puede adquirirse directamente en la misma planta ubicada en Austria, mediante distribuidores legalmente autorizados, o a domicilio.

## Palmarés
La RC8 1190 hizo presencia en el mundial de Súper Stock, y en el Salón de Milán, donde se mantuvo al nivel de otras motocicletas de alto cilindraje, de fabricantes como Aprilia, BMW, Ducati, Kawasaki y Suzuki.